# Olsenbanden og Dynamitt-Harry mot nye høyder
Olsenbanden og Dynamitt-Harry mot nye høyder er en norsk film fra 1979. Den havde premiere den 7. september 1979, og er instrueret af Knut Bohwim.

## Handling
Denne gang vil Egon ikke ud af fængslet. Han vil blive lidt længere, således at han kan få et par tips fra en anden fange, som kommer senere. Derfor er det op til Benny at få fat i nogle penge. Men under kuppet, saboterer Egon hele planen, og sættes i fængsel igen. Da Egon kommer ud igen, har han planen klar. En mikrofilm af olieudvindingen i Nordsøen er målet denne gang. Dynamitt-Harry er også tilbage i god gammel skikkelse, og denne gang har han fået job på Fornebu.

## Danske & norske film
Denne film er en norsk version af den danske film Olsen-banden går i krig. I den danske film bliver Egon fanget på viserne på rådhusuret i København. I denne norske bliver han hængt op i en udvendig elevator til vindues- og facade-rengøring på SAS Hotellet i Norge.

## Helikopteren brugt i filmen
Bell 212 blev brugt under indspilningen, udlånt af Helikopter Service AS, i dag kaldt CHC Helikopterservice.
Helikopteren blev sidenhen solgt til udlandet og tjenestegør som brandhelikopter i Bulgarien.[kilde mangler]

## Medvirkende
| Rolle                     | Skuespiller            |
| ------------------------- | ---------------------- |
| Egon Olsen                | Arve Opsahl            |
| Kjell Jensen              | Carsten Byhring        |
| Benny Fransen             | Sverre Holm            |
| Dynamitt-Harry            | Harald Heide-Steen Jr. |
| Valborg Jensen            | Aud Schønemann         |
| Kriminalbetjent Hermansen | Sverre Wilberg         |
| Kriminalassistent Holm    | Øivind Blunck          |
| Kriminalchefen            | Wilfred Breistrand     |
| Brock Larsen              | Arne Aas               |
| Kongen                    | Lasse Kolstad          |
| Den sorte baron           | Ole-Jørgen Nilsen      |
| Mand i oliedirektoratet   | Gisle Straume          |
| Taxichaufør               | Per A. Anonsen         |
| Toiletmand                | Jørn Ording            |
| Sinda mand                | Willie Hoel            |
| Dame med affald           | Lillemor Hoel          |
| Skraldemand               | Erik Øknes             |
| Fængselspsykolog          | Per Lekang             |
| Pilot                     | Knut Bohwim            |
| Politimand                | Dag Sandvik            |
| Politimand                | Halvard Lydgvo         |
| Botchefen                 | Anders Sundby          |